# Hohe Marter
Hohe Marter ist der Name eines statistischen Bezirks im Süden Nürnbergs. Er gehört zum Statistischen Stadtteil 5 „Südwestliche Außenstadt“. Im Bereich des Bezirkes liegt der U-Bahnhof Hohe Marter der Nürnberger U-Bahn.